# Landtag (Liechtenstein)

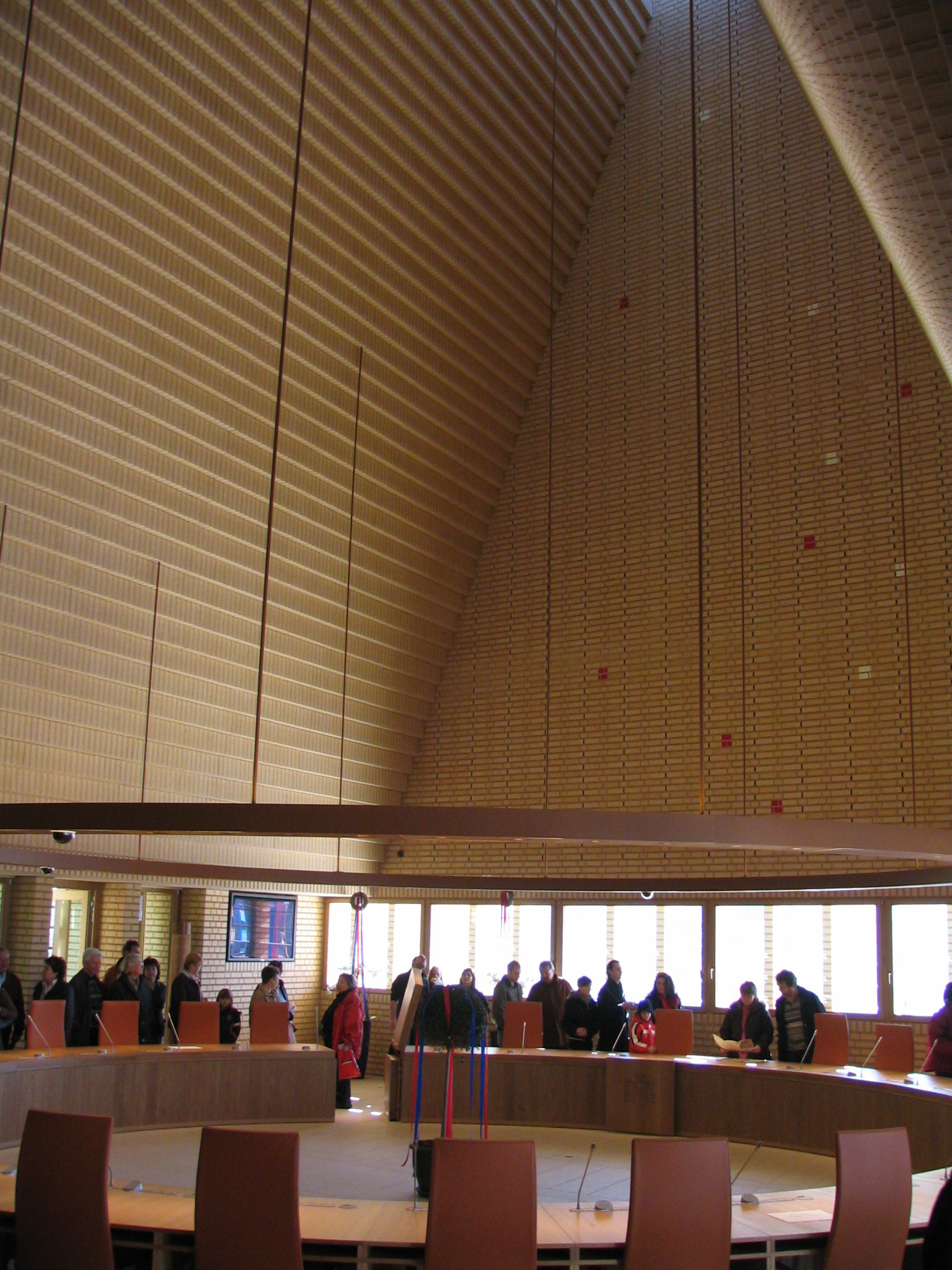
Interno dell’aula parlamentare.

Il Landtag del Liechtenstein è l'organo collegiale legislativo del piccolo principato alpino del Liechtenstein.

## Il parlamento
Il Landtag è unicamerale e composto da 25 deputati. Il presidente del Parlamento (dal 2025, Manfred Kaufmann) e l’ufficio di Presidenza del Parlamento sono eletti in occasione della sessione di apertura per l'anno in corso.
Poiché dunque il Principato è, secondo la costituzione, "una monarchia costituzionale ereditaria su base democratica", l’organo ha facoltà di determinare la politica nazionale, controllare il governo e disporre del bilancio statale. Esso è anche la rappresentazione e l'"organo" del popolo, di cui esercita diritti e interessi. 
La nuova sede del Parlamento inaugurata nel 2008, è la Landtagsgebäude di Vaduz.

## Elezioni
Secondo la Costituzione, le elezioni hanno luogo regolarmente ogni 4 anni tra febbraio e marzo.
I 25 membri del Landtag sono eletti con metodo proporzionale a liste aperte, basato su due collegi plurinominali: il collegio di "pianura" (Unterland) ha 10 rappresentanti, il collegio di "montagna" (Oberland) 15.
La soglia di sbarramento per eleggere deputati in parlamento è dell’8% a livello di collegio plurinominale.
I "migliori non eletti" in ogni collegio elettorale di ogni partito che ha superato la soglia vengono nominati "vice-parlamentari" (Stellvertretern) e partecipano alle riunioni del parlamento in caso di assenza dei parlamentari eletti. Ogni partito con rappresentanza nel Landtag ha diritto ad un vice-parlamentare ogni tre seggi ottenuti alle elezioni.

## Membri

### Parlamentari
Tutti i membri del parlamento in servizio devono esercitare il loro mandato in aggiunta alla loro professione. Essi ricevono un compenso annuo più una indennità giornaliera. I parlamentari non possono essere perseguiti per le dichiarazioni in Parlamento. Godono infatti dell'immunità parlamentare, in quanto possono essere arrestati durante la sessione solo con il consenso del Parlamento.

### Landtagspräsident
Il presidente del Landtag convoca le riunioni durante tutto l'anno, presiede le sedute e rappresenta il parlamento statale verso l'esterno. Il Vice Presidente lo rappresenta nel caso di problemi.